# Candes-Saint-Martin

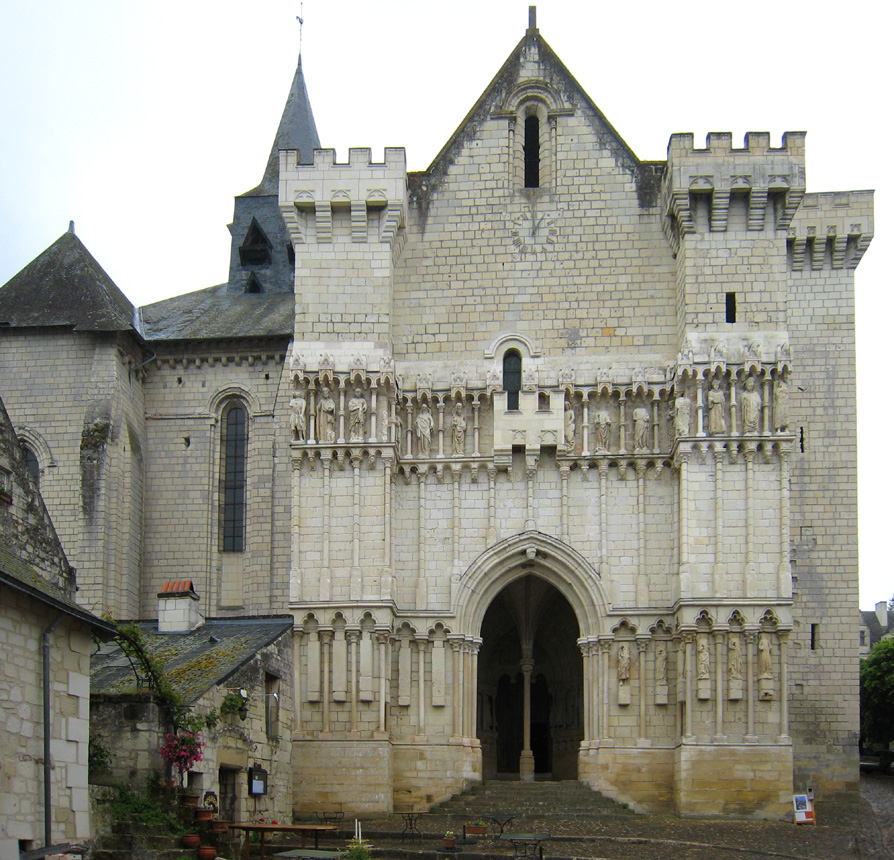
Fachada de la iglesia de San Martín de Candes

Candes-Saint-Martin (Latín: Candia Sanctus Martinus) es una localidad francesa perteneciente al departamento de Indre y Loira y al distrito de Chinon, su población es de unos doscientos habitantes.
La villa forma parte de la asociación Les plus beaux villages de France que se dedica a la promoción turística de pequeños municipios de Francia
Fue el lugar de fallecimiento de San Martín de Tours.
Destaca en la villa la iglesia fortificada del siglo XII.

## Demografía
| 638 | 525 | 631 | 719 | 749 | 750 | 721 | 711 | 664 | 630 | 613 | 518 | 482 | 437 | 420 | 412 | 388 | 362 | 320 | 327 | 291 | 238 | 222 | 250 | 252 | 313 | 294 | 264 | 269 | 268 | 244 | 227 |
| Para los censos de 1962 a 1999 la población legal corresponde a la población sin duplicidades (Fuente: INSEE [Consultar]) |     |     |     |     |     |     |     |     |     |     |     |     |     |     |     |     |     |     |     |     |     |     |     |     |     |     |     |     |     |     |     |